# Last Dance (Keith Jarrett)
Last Dance è un album in studio collaborativo del pianista Keith Jarrett e del contrabbassista Charlie Haden, pubblicato nel 2014.

## Tracce
1. My Old Flame - 10:18
2. My Ship - 9:36
3. 'Round Midnight - 9:34
4. Dance of the Infidels - 4:23
5. It Might As Well Be Spring - 11:54
6. Everything Happens to Me - 7:12
7. Where Can I Go Without You - 9:32
8. Every Time We Say Goodbye - 4:25
9. Goodbye - 9:07